# Tierra Unificada
En el marco ficticio de la serie Star Trek, la Tierra Unificada fue el nombre oficial dado a la Tierra en la particular situación cuando todas las naciones terrestres se unieron para conformar una única unidad política previa a la conformación de la Federación de Planetas.

## Reseña histórica
Dado que en el año 2063 se comprobó que no estábamos solos (los humanos) en el universo, gracias al Primer contacto con los vulcanos, se hizo necesario, a la par del creciente sentimiento de unidad de todos los habitantes de la Tierra ante lo extraterrestre, de dar a nuestro planeta la categoría de nación única, que poseyera embajadas en los planetas hogar de las distintas especies extraterrestres que se descubrieran y mantuvieran buenas relaciones con la especie humana, así como también recibiera embajadas de dichas especies.
Gracias al apoyo y la guía de los vulcanos, con quienes la Tierra mantenía las mejores relaciones, se constituyó la Tierra Unificada en 2113 como entidad política rectora de los destinos de nuestro planeta. Todas las naciones, excepto Australia, se acogieron al llamamiento. Sin embargo, una vez que la unidad de la Tierra dio frutos, instalando embajadas en más de 15 planetas vecinos, Australia al fin se integró a la Tierra Unificada el año 2150.
La Tierra Unificada prosiguió su camino como entidad política independiente, manteniendo contacto (bueno o malo) con por lo menos 25 especies, hasta el fin de la Guerra Terrestre-Romulana, llevada a cabo a fines de la década de los 50s, y finalizada con la victoria de la Tierra Unificada y sus aliados (vulcanos, Andorianos y Tellaritas).
Gracias a esta alianza interestelar, la Tierra Unificada, junto a Vulcano, Andoria y Tellar dieron inicio, el año 2161, a la mayor realización interplanetaria de sus historias: La Federación de Planetas Unidos.